# 博爾特尼基 (圖利欽區)
48°47′13″N 28°46′18″E / 48.78694°N 28.77167°E
博爾特尼基（烏克蘭語：Бортники）是位於烏克蘭西南部文尼察州圖利欽區的村莊，始建於1793年，面積4.72平方公里，海拔高度219米，2001年人口870，人口密度每平方公里184.52人。